# Adam Kazimierz Czartoryski
Adam Kazimierz, principe Czartoryski (Danzica, 1º dicembre 1734 – Sieniawa, 19 marzo 1823), è stato un nobile, politico e scrittore polacco.
È un antenato di Mathilde d'Udekem d'Acoz, regina consorte dei belgi.

## Biografia

### Infanzia

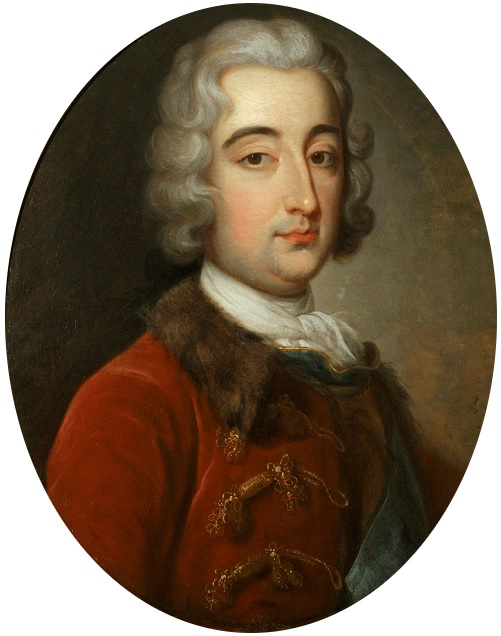
August Aleksander Czartoryski ritratto nel XVIII secolo

Adam Kazimierz era figlio del principe August Aleksander Czartoryski, voivoda di Rutenia, e di Maria Zofia Sieniawska. Compì gli studi in Inghilterra.

### Matrimonio

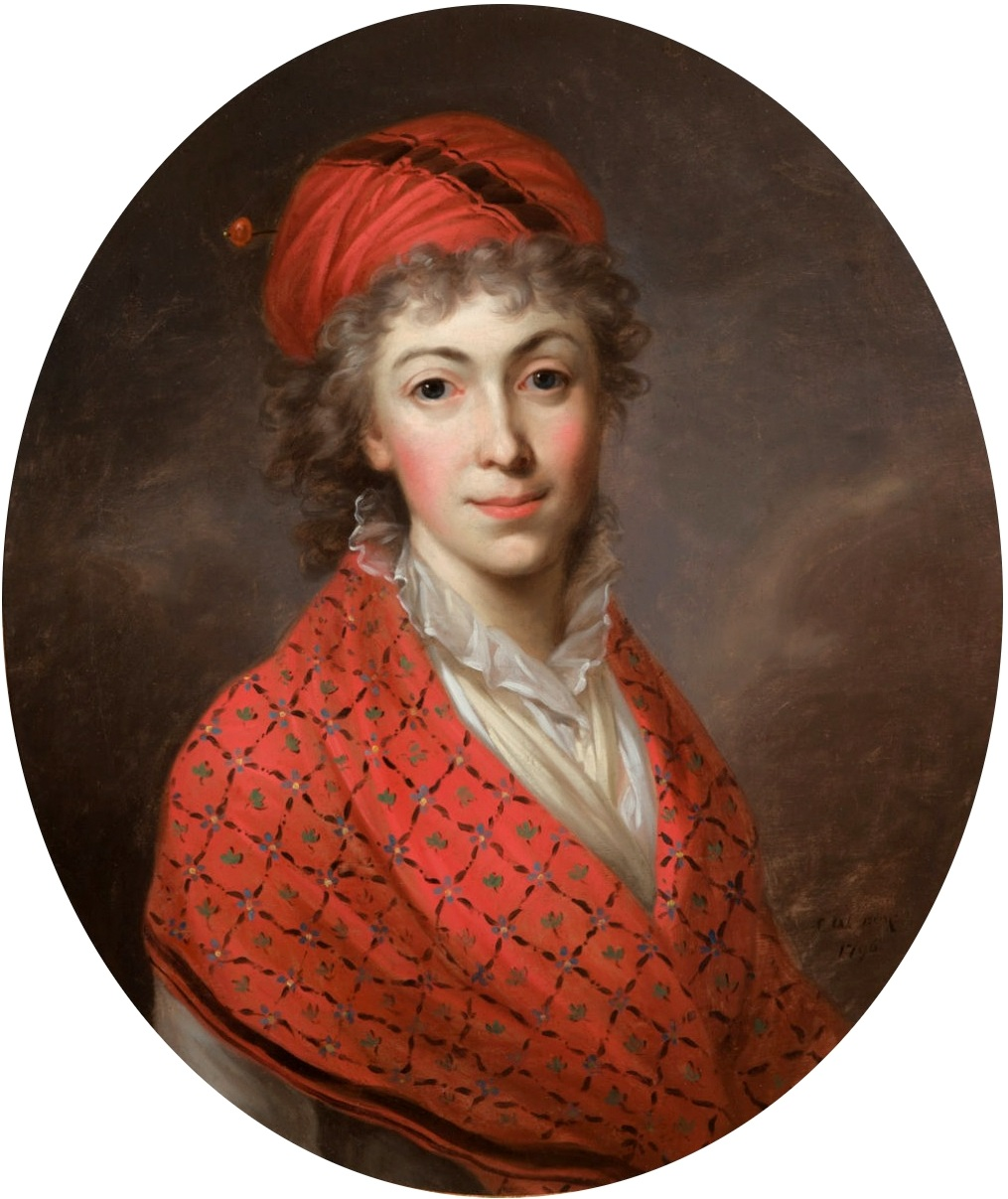
Izabela Fleming ritratta da Kazimierz Wojniakowski nel 1796. Il dipinto è conservato al museo nazionale di Varsavia.

Sposò, il 18 novembre 1761 a Wołczyn, Izabela Fleming (1746-1835), figlia di Jan Jerzy Fleming. Ebbero sei figli.

### Carriera politica

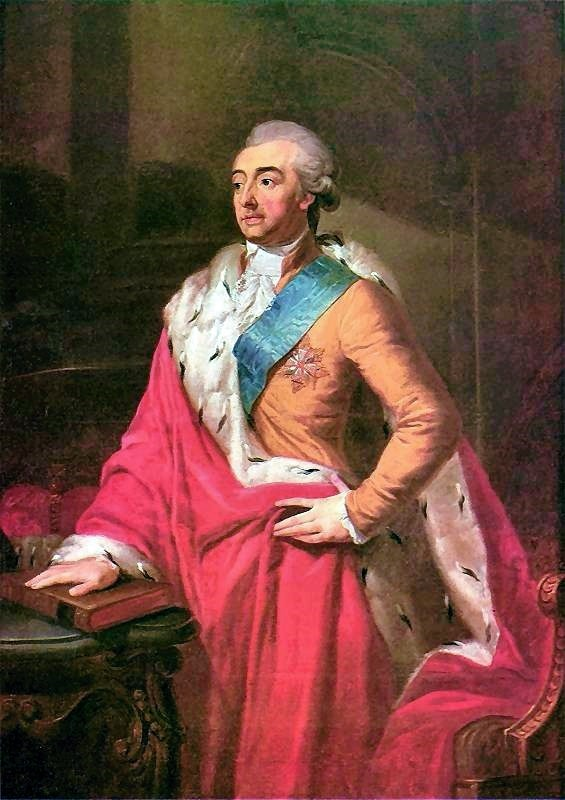
Ritratto del principe Adam Kazimerz Czartoryski
Józef Peszka, Museo nazionale di Varsavia (1791)

Membro della corrente politica Familia, guidata dai Czartoryski, nel 1763 non accettò la candidatura alla corona polacca, che fu invece accettata dal cugino Stanisław August Poniatowski, preferendo rimanere patrono delle arti. Divenne capo del Partito Patriottico (Stronnictwo Patriotyczne) e cofondatore della commissione di istruzione nazionale della Polonia. Insieme alla moglie creò il palazzo Czartoryski a Puławy, che divenne il principale centro della vita politica e intellettuale polacca. Gli interessi di Adam Kazimierz erano principalmente letterari e pedagogici.

Adam Kazimierz in un ritratto di Josef Grassi

Funse dal 1758 come starosta generale della Podolia. Fondatore del "Piccolo Monitor", nel 1765 cofondò il Monitor, il periodico principale dell'Illuminismo polacco. Nel 1766 riorganizzò l'esercito del Granducato di Lituania. Nel 1768 divenne comandante della scuola di cavalleria (corpo dei cadetti). Nel 1788-1792 fu deputato a Lublino nello storico Sejm dei quattro anni. Sostenne da Costituzione polacca del 3 maggio 1791 e rifiutò di aderire alla confederazione di Targowica, istituita per abbattere la costituzione. Guidò una missione diplomatica a Dresda, tentando di convincere Federico Augusto III, elettore di Sassonia a sostenere la confederazione e ad accettarne il trono (dopo la morte di Poniatowski).

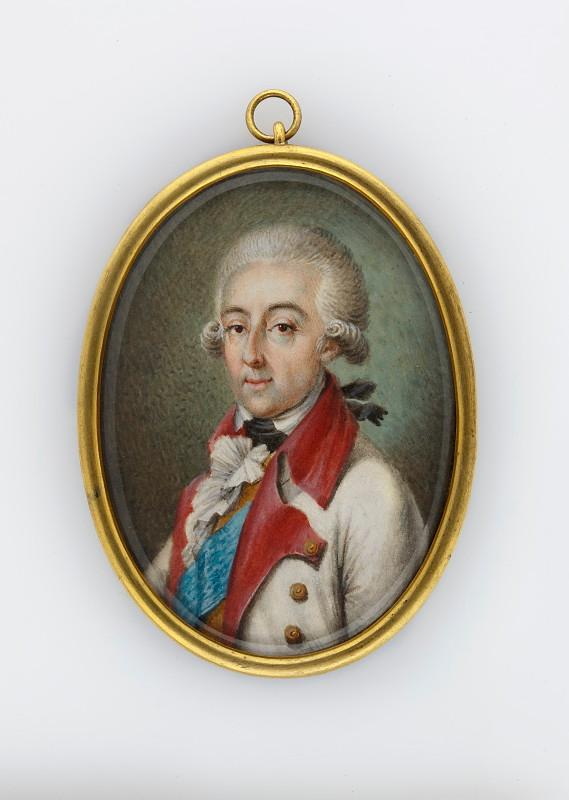
Una miniatura di Czartoryski del XIX secolo

Fu Maresciallo del Sejm dal 7 maggio al 23 giugno 1764, e del Sejm straordinario dal 26 al 28 giugno 1812, tenutosi a Varsavia. Divenne poi maresciallo della Confederazione generale del Regno di Polonia.

### Morte

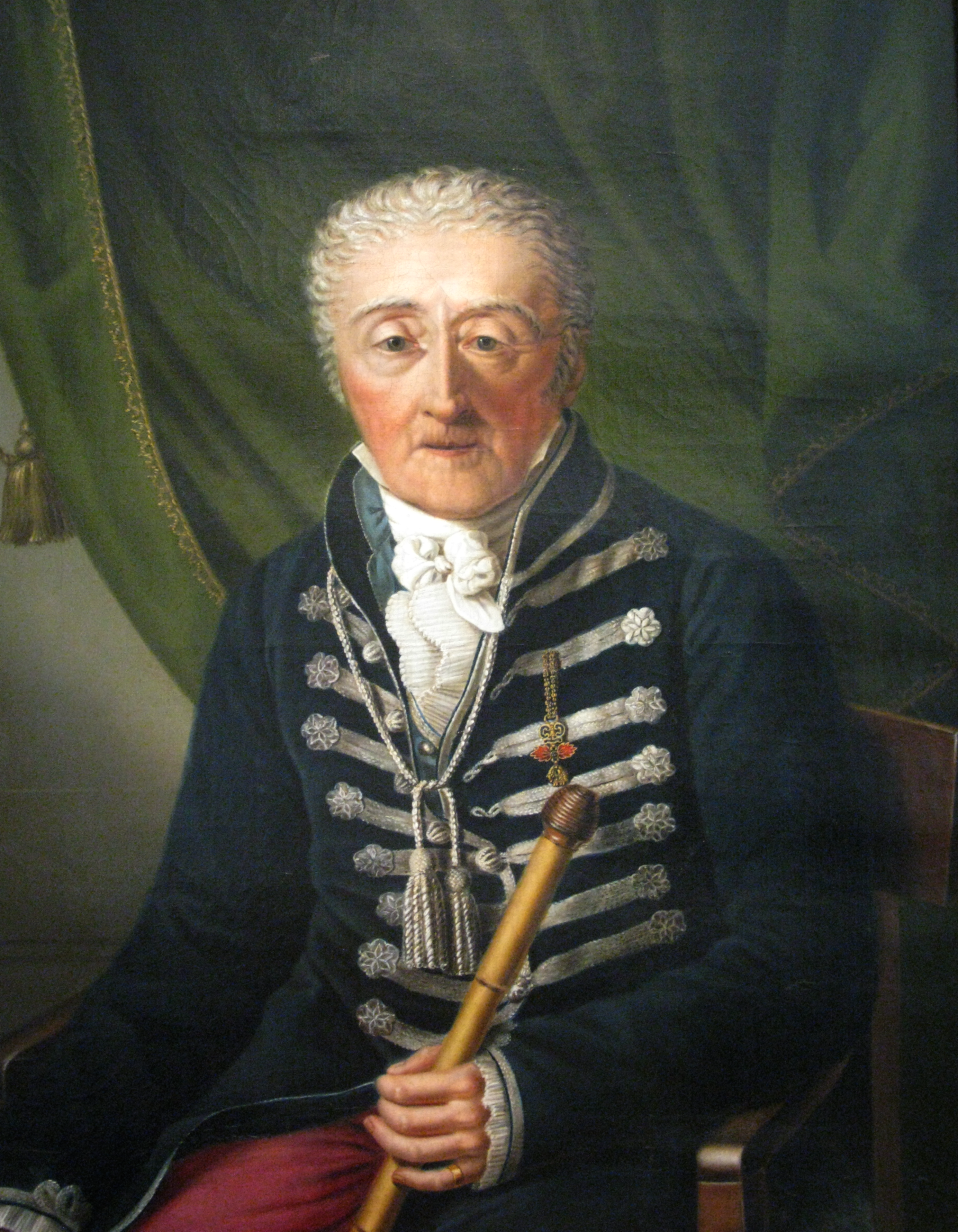
Il principe Adam Kazimierz ritratto in tarda età

Il principe Adam Kazimierz morì il 19 marzo 1823 a Sieniawa.

## Discendenza
Adam Kazimierz e Izabela Fleming ebbero sei figli:
- Teresa (1765-1780);
- Maria Anna (1768–1854), che sposò Ludovico Federico Alessandro di Württemberg;
- Adam Jerzy (1770–1861);
- Konstanty Adam (1773–1860);
- Gabriella (?-1780);
- Sofia (1778-1837), che sposò il conte Stanisław Kostka Zamoyski.

## Opere
Czartoryski è stato autore di numerose commedie e opere teatrali. Ha anche scritto un saggio critico sulla letteratura polacca contemporanea, Myśli o pismach polskich ("Pensieri sugli scritti polacchi"), pubblicato nel 1810.
- Panna na wydaniu (1771).
- Katechizm kadecki (The Cadet's Catechism, 1774).
- Kawa (Coffee, 1779).
- Myśli o pismach polskich (1810).